# Journal de Bruxelles
Journal de Bruxelles was een Belgische katholieke Franstalige krant.

## Historiek
De krant werd uitgegeven van 1841 tot 1926 te Brussel.